# Glumpang Payong
Glumpang Payong is een bestuurslaag in het regentschap Aceh Utara van de provincie Atjeh, Indonesië. Glumpang Payong telt 617 inwoners (volkstelling 2010).